# Nowy Międzynarodowy Ład Ekonomiczny
Nowy Międzynarodowy Ład Ekonomiczny (ang. New International Economic Order) – zbiór propozycji przedstawionych w latach 70. przez kraje słabo rozwinięte oraz rozwijające się podczas konferencji Organizacji Narodów Zjednoczonych na temat handlu i rozwoju. Miały one na celu zachęcenie do współpracy międzynarodowej na rzecz zmniejszenia luki pomiędzy krajami rozwiniętymi i rozwijającymi się. Postulaty te miały poddać rewizji międzynarodowy system ekonomiczny (z korzyściami dla krajów trzeciego świata), zastępując system z Bretton Woods, który przyniósł korzyści krajom, które go uchwaliły, a przede wszystkim Stanom Zjednoczonym.

## Historia
Nazwa Nowy Międzynarodowy Ład Ekonomiczny pochodzi z Deklaracji na rzecz Stworzenia Nowego Międzynarodowego Ładu Ekonomicznego, którą przyjęło Zgromadzenie Ogólne Organizacji Narodów Zjednoczonych w maju 1974 r. Deklaracja ta odnosiła się do szeroko rozumianych dziedzin gospodarczych takich jak handel, finanse, towarów i spraw związanych z kredytami (1 maja 1974, A/RES/S-6/3201). Następstwem ogłoszenia tej deklaracji było stworzenie planu rozmów pomiędzy uprzemysłowionymi i rozwijającymi się krajami (znanych pod nazwą Dialog Północ-Południe). W rozmowach kładziono nacisk na przebudowę gospodarki światowej w ten sposób, aby umożliwić rozwijającym się większy udział w handlu i korzyściach. Wraz z deklaracją uchwalono plan działań oraz Statut Praw i Obowiązków Ekonomicznych Państw – Rezolucja 3281 (XXIX) Zgromadzenia Ogólnego oraz Karta ekonomicznych praw i obowiązków państw podpisane w Nowym Jorku 14 grudnia 1974 r. (statutu tego jednak nigdy nie przyjęto).
W latach 70. i 80. kraje słabo rozwinięte i rozwijające się forsowały przyjęcie Nowego Międzynarodowego Ładu Ekonomicznego oraz towarzyszącego mu pakietu innych dokumentów przez Zgromadzenie Narodowe Organizacji Narodów Zjednoczonych. Postulaty te zyskały jednak tylko wartość polityczną, poza kilkoma, które rokowały częściowe powodzenie, np. Kodeks Ograniczonych Praktyk Biznesowych przyjęty w 1980 r. oraz Wspólny Fundusz Towarowy, który wszedł w życie w 1989 r.
Postulaty NMŁE są często odbierane jako przejaw różnic między krajami Północy i Południa (bogata Północ i biednie Południe). Mieszkańcy Południa domagają się większego udziału w dochodzie światowym, kierując swe roszczenia pod adresem bogatych krajów Północy. Główną siłą napędową koncepcji NMŁE było połączenie olbrzymich rozpiętości między dochodami a powolnym postępem (bądź nawet jego brakiem) w zmniejszaniu dystansu rozwojowego między krajami o niskich dochodach i pozostałymi grupami krajów.

## Postulaty
Główne postulaty Nowego Międzynarodowego Ładu Ekonomicznego to:
1. Kraje rozwijające się są uprawnione do regulowania i kontrolowania aktywności międzynarodowych korporacji działających na terenie kraju.
2. Kraje rozwijające się muszą mieć swobodę w nacjonalizacji lub wywłaszczaniu zagranicznych aktywów na warunkach dla nich korzystnych.
3. Kraje rozwijające się muszą mieć swobodę w tworzeniu związków producentów kluczowych towarów (na wzór OPEC), wszystkie inne kraje muszą uznać to prawo i nie podejmować żadnych ekonomicznych, militarnych bądź politycznych restrykcji.
4. Handel międzynarodowy powinien opierać się na potrzebie zapewnienia stabilizacji, równości i rentowności cen surowców, ogólnych niewzajemnych i niedyskryminujących preferencjach taryfowych, jak również transferze technologii do krajów rozwijających się, powinien również zapewniać pomoc ekonomiczną i techniczną bez żadnych zobowiązań.
5. Kraje rozwinięte powinny zwiększyć import wyrobów przemysłowych z krajów rozwijających się.